# Drie Grachten
Drie Grachten is een gehucht in Merkem, een deelgemeente van Houthulst in de Belgische provincie West-Vlaanderen. Het gehucht ligt in het westen van Merkem, waar de steenweg van Merkem naar Noordschote de Ieperlee kruist. Het dankt zijn naam aan het feit dat hier drie waterlopen samenkomen, namelijk het kanaal Ieper-IJzer, de gekanaliseerde Ieperlee en de Martjesvaart. Het dorpscentrum van Merkem ligt 2,5 kilometer oostwaarts. Een kilometer ten oosten van Drie Grachten ligt het gehuchtje Luigem, een kilometer ten westen het centrum van Noordschote.

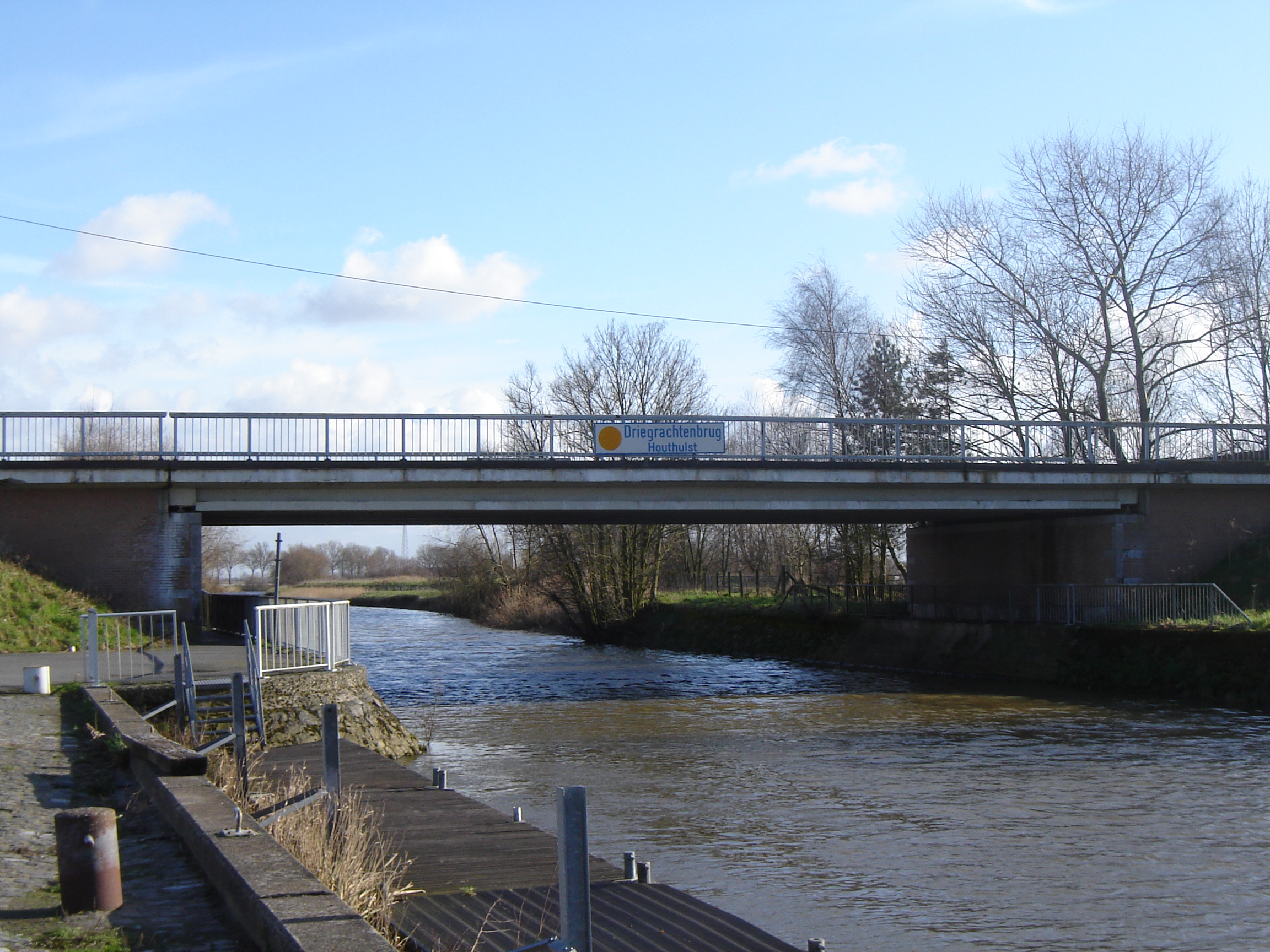
Driegrachtenbrug over de Ieperlee

## Geschiedenis

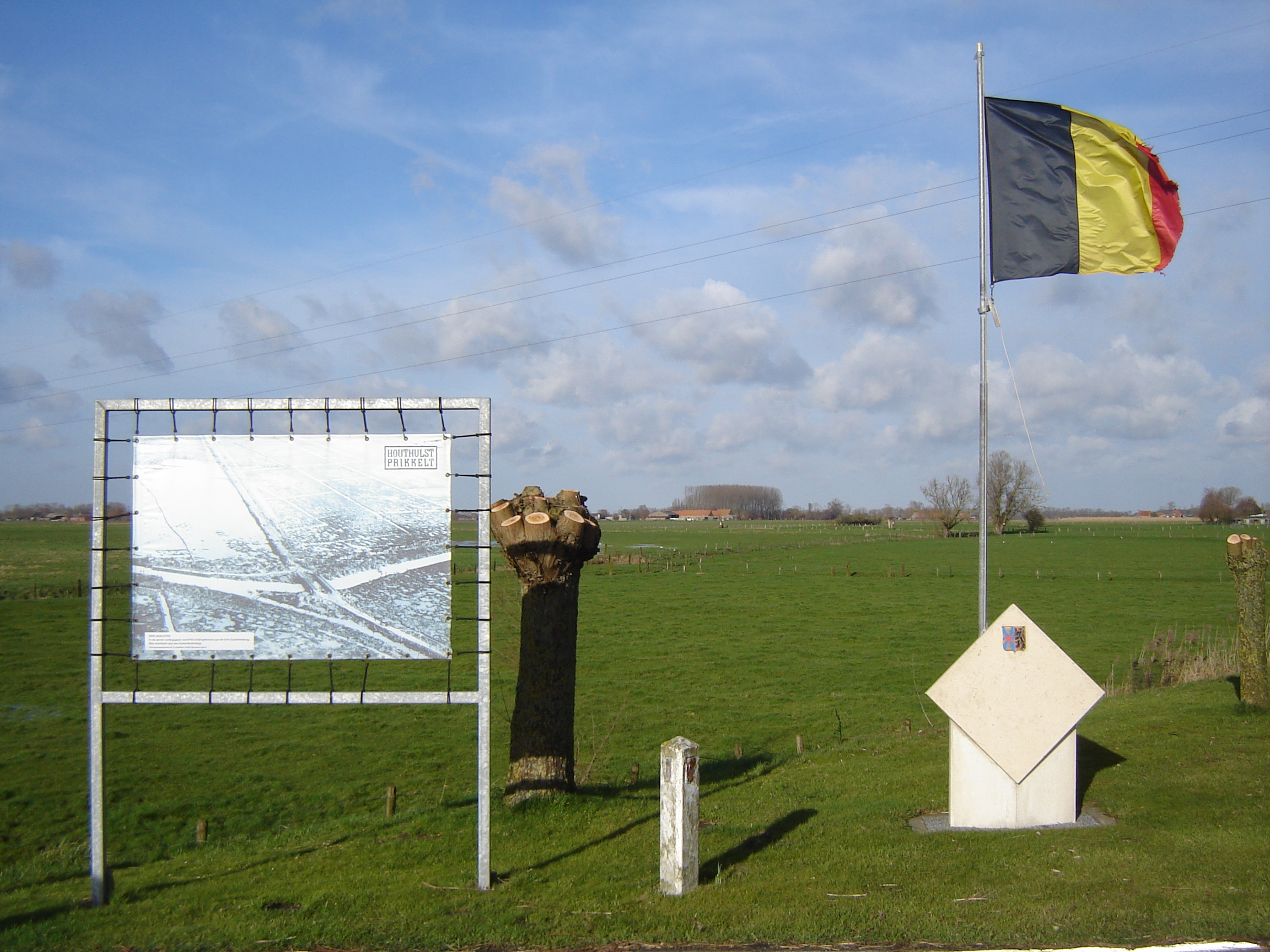
Drie Grachten Voorpost, een van de naamstenen 1914-1918

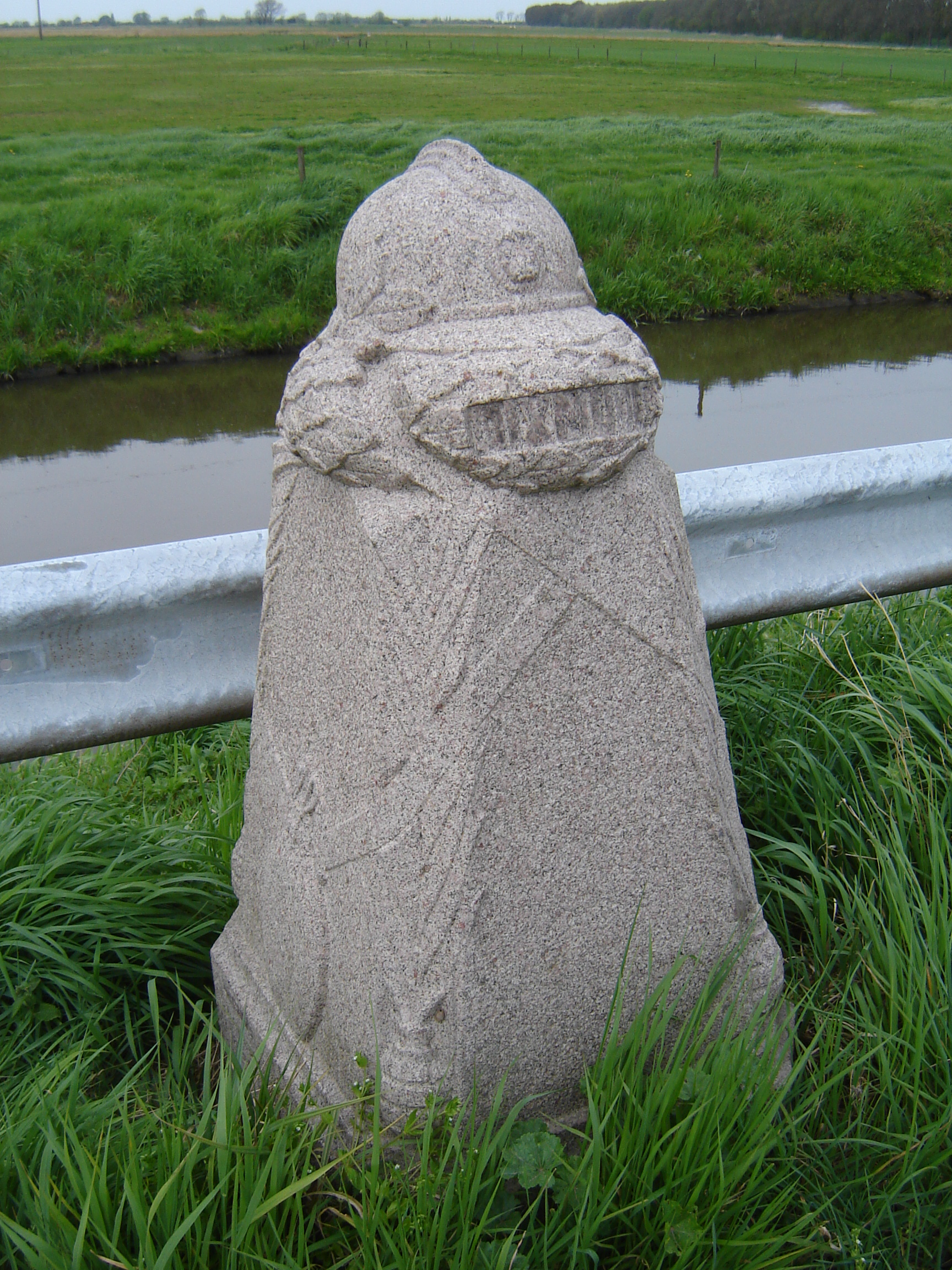
Demarcatiepaal nr. 5

Het gehucht is al aangegeven op de 16de-eeuwse kaart van het Brugse Vrije van Pieter Pourbus. Ook de Ferrariskaart uit de jaren 1770 toont "de Drije Graghten". Tijdens de Eerste Wereldoorlog lag de plaats aan het front. In het begin van de herfst van 1914 arriveerden de eerste Duitse verkenners of Ulanen in de omliggende dorpen. De Belgische genie richtte daarop een stelling op ter verdediging van de brug aan de Drie Grachten. Op 15 oktober besloot men om toch ook maar de brug en de nabijgelegen Cayennemolen en Knokkebrug op te blazen. De Duitsers namen op 21 oktober het gehucht Luigem, een kilometer ten oosten van Drie Grachten, in en bouwden er een verdedigingsstelling uit. Kort daarna begonnen de geallieerden met de onderwaterzetting van de IJzervlakte. Ook het gebied rond Drie Grachten kwam onder water te staan. Enkel de Drie Grachtensteenweg, die iets hoger gelegen was, bleef begaanbaar. Aan de westkant lag Drie Grachten, dat door Fransen was bezet, aan de oostkant Luigem, dat door Duitsers was bezet en als een schiereiland boven water bleef. In de nacht van 9 op 10 november voerden de Fransen een mislukte aanval uit op het Duitse Luigem schiereiland. Ook een Duitse tegenaanval in de nacht van 11 op 12 november mislukte. Begin 1915 losten Belgen de Fransen af aan de Drie Grachten. Op 29 maart begonnen de Duitsers een tweede aanval en uiteindelijk konden zij op 8 april de Drie Grachten veroveren. Ze bouwden de plaats daarna uit tot een versterkte Duitse voorpost, die men slechts kon bereikten langs de weg naar Noordschote, die onder vuur werd gehouden. Het zou duren tot de Derde Slag om Ieper eer de Fransen midden augustus 1917 de Duitsers konden terugdringen tot voorbij de Drie Grachten.

#### Galerij

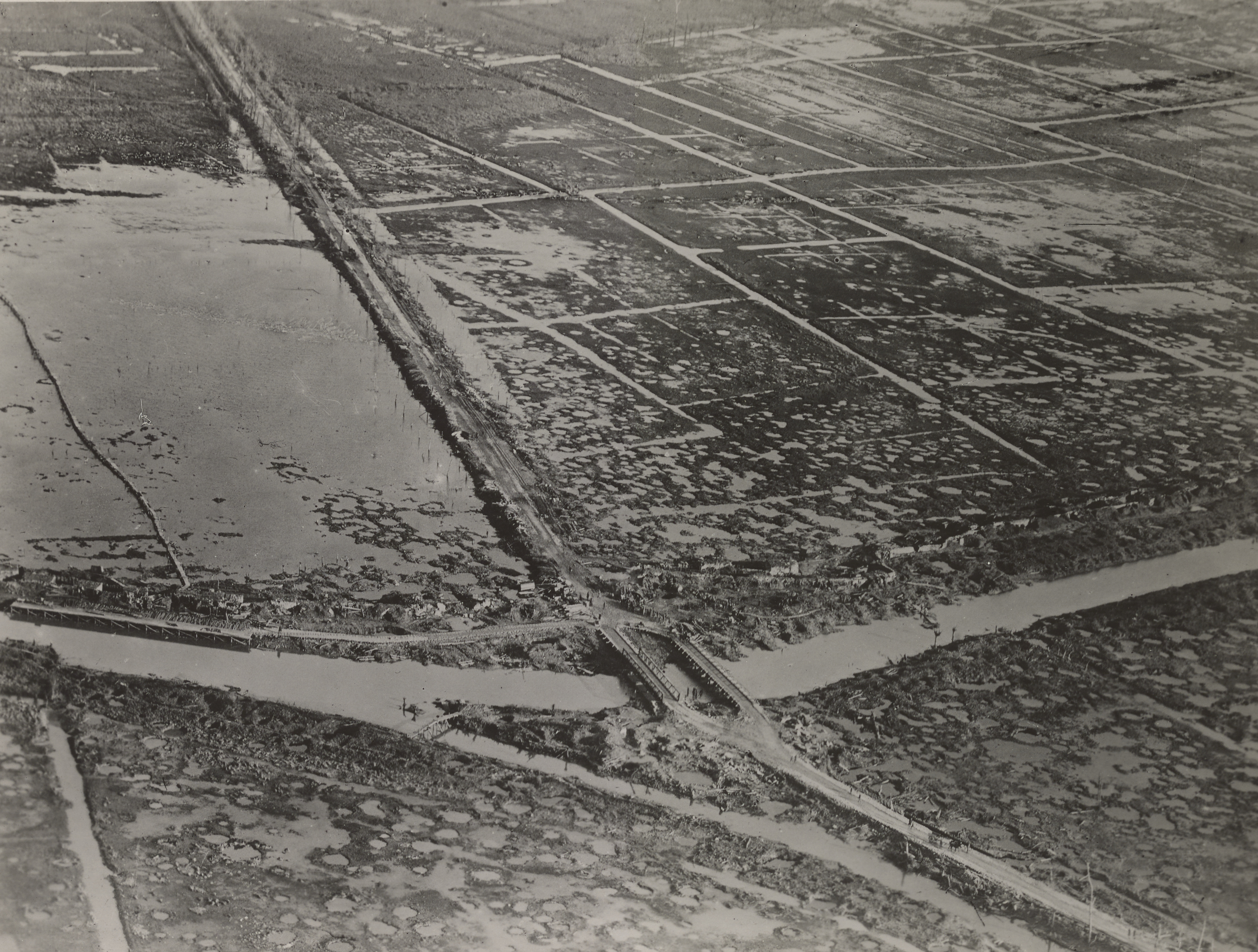
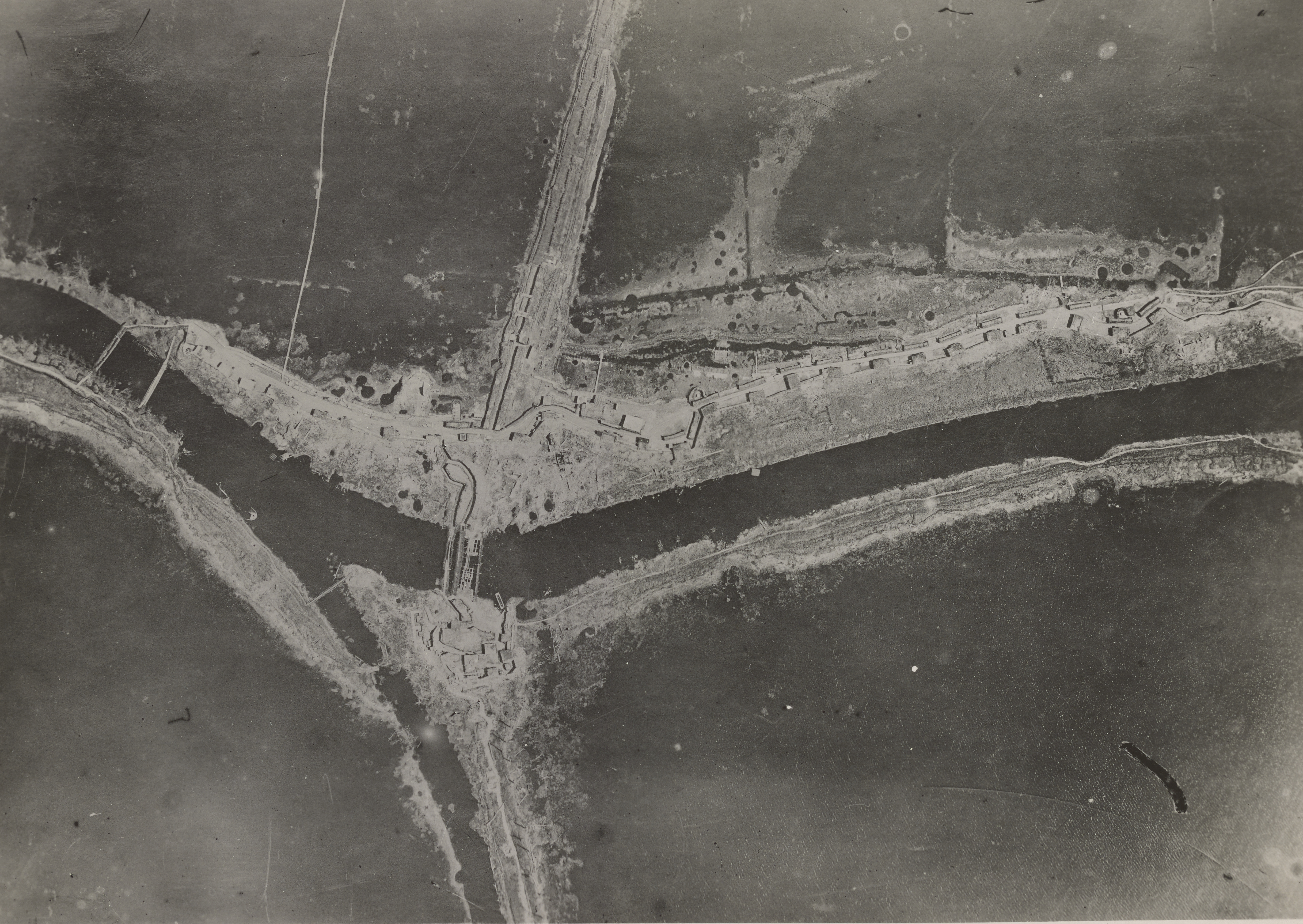
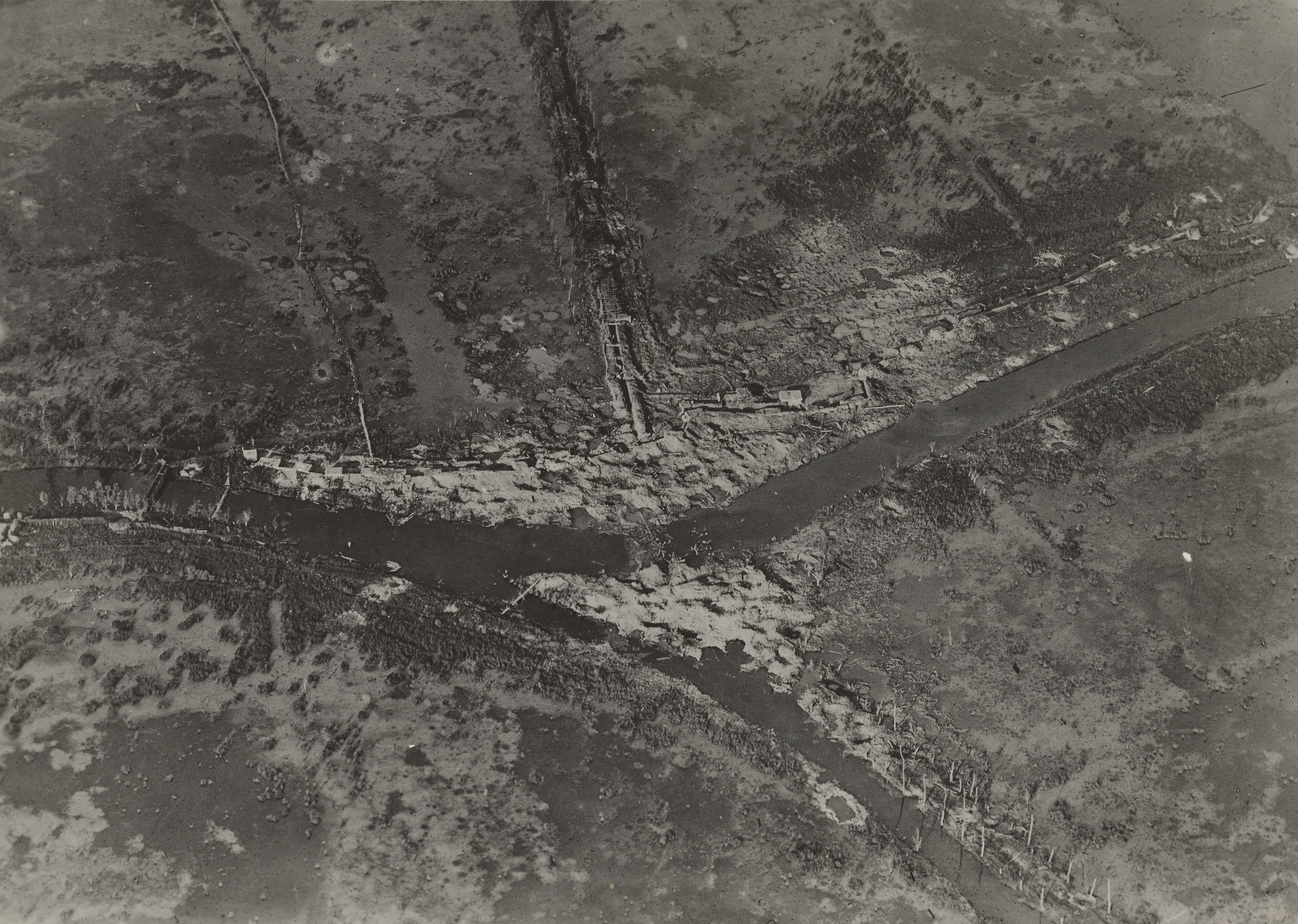

## Bezienswaardigheden
- Demarcatiepaal nr. 5, die herinnert tot hoe ver het Duitsers leger geraakt is tijdens de Eerste Wereldoorlog.
- provinciale Naamstenen 1914-1918